# 全数把握疾患
全数把握疾患（ぜんすうはあくしっかん、英語: notifiable disease surveillance）は、感染症サーベイランスにおいて発生例の全数を把握することとされている疾患。
感染症サーベイランスにおける把握の種類には、全数把握（notifiable disease surveillance）のほかに、指定した医療機関などで把握する定点把握（sentinel surveillance）など感染症の種類に応じた区分がある。

## 日本

### 医師の届出
感染症法（感染症の予防及び感染症の患者に対する医療に関する法律）第12条に定められている。
|   | 類型 | 届出 | 法令                     |
| - | --- | --- | ------------------------ |
| 1 | 一類感染症の患者、二類感染症、三類感染症又は四類感染症の患者又は無症状病原体保有者、厚生労働省令で定める五類感染症又は新型インフルエンザ等感染症の患者及び新感染症にかかっていると疑われる者 | 直ちにその者の氏名、年齢、性別その他厚生労働省令で定める事項を最寄りの保健所長を経由して都道府県知事（保健所設置市等にあっては、その長）に届出                                                                | 感染症法第12条第1項第1号 |
| 2 | 厚生労働省令で定める五類感染症の患者（厚生労働省令で定める五類感染症の無症状病原体保有者を含む。）                                                                                           | 7日以内にその者の年齢、性別その他厚生労働省令で定める事項を最寄りの保健所長を経由して都道府県知事（保健所設置市等にあっては、その長）に届出 ※ただし、侵襲性髄膜炎菌感染症、風しん、麻しんについては直ちに届出 | 感染症法第12条第1項第2号 |

- 一類感染症から四類感染症 - 全数把握
- 五類感染症 - アメーバ赤痢、ウイルス性肝炎（E型肝炎及びA型肝炎を除く。）、カルバペネム耐性腸内細菌科細菌感染症、急性弛緩性麻痺（急性灰白髄炎を除く。）、急性脳炎（ウエストナイル脳炎、西部ウマ脳炎、ダニ媒介脳炎、東部ウマ脳炎、日本脳炎、ベネズエラウマ脳炎及びリフトバレー熱を除く。）、クリプトスポリジウム症、クロイツフェルト・ヤコブ病、劇症型溶血性レンサ球菌感染症、後天性免疫不全症候群、ジアルジア症、侵襲性インフルエンザ菌感染症、侵襲性髄膜炎菌感染症、侵襲性肺炎球菌感染症、先天性風しん症候群、梅毒、破傷風、バンコマイシン耐性黄色ブドウ球菌感染症、バンコマイシン耐性腸球菌感染症、風しん、麻しんが全数把握[3]。その他の五類感染症は定点把握。

### 獣医師の届出
感染症法（感染症の予防及び感染症の患者に対する医療に関する法律）第13条に定められており、獣医師は当該動物が当該感染症にかかり、又はかかっている疑いがあると診断したときは、直ちに、最寄りの保健所長を経由して都道府県知事に届け出なければならない。具体的には以下の疾患が対象となっている。
- エボラ出血熱
- 重症急性呼吸器症候群（SARS）
- ペスト
- マールブルグ病
- 細菌性赤痢
- ウエストナイル熱
- エキノコックス症
- 結核
- 鳥インフルエンザ（H5N1又はH7N9）
- 中東呼吸器症候群（MERS）

## アメリカ合衆国
アメリカ合衆国では、National Notifiable Diseases Surveillance System（NNDSS）と呼ばれるシステムが利用されており、報告すべき全数把握疾患（notifiable disease）は70以上ある（2015年度現在）。

### バクテリア由来
以下は対象となる感染症の一部である。
- アナプラズマ病
- 炭疽症
- ボツリヌス症
- ブルセラ症
- カンピロバクター症
- 軟性下疳
- クラミジア・トラコマチス
- コレラ
- ジフテリア
- エールリヒア症
- 淋病
- レジオネラ症
- リステリア症
- ライム病
- オウム病
- サルモネラ症
- 梅毒
- 破傷風
- 野兎病
- 腸チフス

### ウイルス由来
以下は対象となる感染症の一部である。
- デング熱
- ハンタウイルス
- A型肝炎
- B型肝炎
- C型肝炎
- 後天性免疫不全症候群
- 麻疹
- 流行性耳下腺炎
- 狂犬病
- 風疹
- 重症急性呼吸器症候群
- 天然痘
- 黄熱

## イギリス
Public Health (Infectious Diseases) Regulations 1988に基づき、以下の疾患を届け出ることが義務付けられている。
- 急性脳炎
- 急性灰白髄炎
- 炭疽
- コレラ
- ジフテリア
- 赤痢
- 食中毒
- ハンセン病
- レプトスピラ症
- マラリア
- 麻疹
- 髄膜炎
- 髄膜炎菌性敗血症
- おたふくかぜ
- 新生児眼症
- パラチフス
- ペスト
- 狂犬病
- 再発性熱病
- 風疹
- 猩紅熱
- 天然痘
- 破傷風
- 結核
- 腸チフス
- チフス熱
- ウイルス性出血熱
- ウイルス性肝炎
- 百日咳
- 黄熱病